# (186) Celuta
(186) Celuta est un astéroïde de la ceinture principale.

## Description
(186) Celuta est un astéroïde de la ceinture principale découvert par les frères Prosper-Mathieu et Paul-Pierre Henry le 6 avril 1878 à Paris. Le crédit de cette découverte a cependant été attribué à Prosper-Mathieu Henry.

## Nom
L'astéroïde est nommé en référence à Céluta, personnage du roman Les Natchez de François-René de Chateaubriand (1768-1848).
Une autre héroïne de Chateaubriand, Atala, personnage du roman homonyme, a donné son nom à (152) Atala, astéroïde découvert par Paul-Pierre Henry.

## Compléments